# Amphisternus
Amphisternus es un género de coleópteros de la familia Endomychidae. Son originarios del Sudeste de Asia.

## Especies
Relación de especies según Biolib:
- Amphisternus caudatus Strohecker Strohecker, 1964
- Amphisternus corallifer Gerstaecker, 1857
- Amphisternus eruptus Gorham, 1901
- Amphisternus gerstaeckeri Strohecker, 1959
- Amphisternus grandjeani Pic, 1930
- Amphisternus lugubris Strohecker, 1968
- Amphisternus malaccanus Pic, 1930
- Amphisternus mucronatus Gerstaecker, 1857
- Amphisternus nanus Strohecker, 1964
- Amphisternus opacus Strohecker, 1957
- Amphisternus rufituberus Wang & Ren, 2007
- Amphisternus sexplogiatus Heller, 1923
- Amphisternus sordidus Arrow, 1928
- Amphisternus tuberculatus Germar, 1843
- Amphisternus verrucosus (Gorham, 1897)
- Amphisternus vomeratus Gorham, 1901